# 1926 en rugby à XV
Chronologie du rugby à XV
1925 en rugby à XV - 1926 en rugby à XV - 1927 en rugby à XV
Les faits marquants de l'année 1926 en rugby à XV

## Événements

### Mars
- L'Écosse et l'Irlande ont terminé premières du Tournoi des cinq nations 1926 en remportant trois victoires et en concédant une défaite.
  - Article détaillé : Tournoi des cinq nations 1926

### Mai
- 2 mai : le Stade toulousain est champion de France en battant l'Union sportive perpignanaise 11-0.
  - Article détaillé : Championnat de France de rugby à XV 1925-1926

### Récapitulatifs des principaux vainqueurs de compétitions 1925-1926
- Le Stade toulousain champion de France.
- Le Yorkshire champion d'Angleterre des comtés.

## Naissances
- 26 septembre : Trevor Allan, joueur de rugby à XV et de rugby à XIII australien. († 27 janvier 2007).

## Principaux décès